# Jope Seniloli
Ratu Jope Seniloli (ur. 1939, zm. 28 czerwca 2015) – fidżyjski polityk.

## Życiorys
Był wodzem plemienia Bau. Był przewidywany na prezydenta Fidżi w czasie przewrotu wojskowego George Speighta w 2000, został nawet zaprzysiężony przez zwolenników Speighta na prezydenta. Ostatecznie po załagodzeniu sytuacji został powołany na stanowisko wiceprezydenta przy osobie prezydenta Josefy Iloilo. Objęcie wysokiej funkcji państwowej nie było równoznaczne z oczyszczeniem Seniloli z oskarżeń o współpracę z buntownikami. W sierpniu 2004 wiceprezydent został skazany na cztery lata pozbawienia wolności za zdradę państwa. Wraz z nim skazano kilku innych polityków - byłego wiceprzewodniczącego parlamentu Ratu Rakuitę Vakalalabure, Ratu Viliame Volavolę, Peceli Rinakamę i Viliame Savu.
Wyrok wywołał kryzys polityczny na Fidżi. Ustąpienia wiceprezydenta Seniloli zażądał przewodniczący Wielkiej Rady Wodzów Ratu Epeli Ganilau i utracił swoje stanowisko. Konstytucja Fidżi nie daje zbyt wielkich uprawnień wiceprezydentowi, jednak np. w 2004 stanowisko to miało kluczowe znaczenie ze względu na osobę prezydenta Iloilo, który był w podeszłym wieku (84 lata) i cierpiał na chorobę Parkinsona. W przypadku niemożności sprawowania urzędu przez prezydenta jego obowiązki przejmuje wiceprezydent.
Ostatecznie po uprawomocnieniu się wyroku skazującego w listopadzie 2004 Seniloli ustąpił ze stanowiska.